# Tia Surica
Iranette Ferreira Barcellos coneguda pel pseudònim de Tia Surica (nascuda el 17 de novembre de 1940 en el barri Madureira, nord de Rio de Janeiro, Estat de Rio de Janeiro) és una cantant i actriu brasilera de l'Escola de samba de Portela.

## Nota biogràfica
Nascuda el 1940 a Madureira, un dels barris més populars al nord de Rio de Janeiro, filla de Judith i Pio Barcellos, va assistir a l'escola Portela des dels quatre anys. La seva àvia li va donar el sobrenom de Surica. La seva veritable carrera artística va començar, però, el 1966, quan ella cantà (juntament amb Maninho i Catoni) la samba de carnaval Memórias de um Sargento de Milícias, escrita per Paulinho da Viola.
El 1980 va ingressar en el grup musical la Velha Guarda da Portela, la vella guàrdia dels artistes que integren aquesta tradicional escola de samba. El 2003, Surica va publicar el seu primer disc, que contenia cançons antigues de Portela, escrites per Monarco, Chico Santana i Anice.
Com a actriu va participar en la sèrie de televisió Cidade dos Homens, així com en altres papers en programes de televisió i en diversos anuncis publicitaris.
Casa seva es coneix a Rio de Janeiro amb el nom de Cafofo de Surica, i és on rep tots els artistes relacionats amb la Velha Guarda da Portela.